# 黑龙宫 (昆明市)
25°16′22″N 102°52′52″E / 25.27278°N 102.88111°E
黑龙宫位于中国云南省昆明市盘龙区滇源街道（原嵩明县白邑乡）南营村委会龙潭营村云南丰泽园植物园内，始建于明代，后多次重修和增建。现存正殿三间，坐东朝西，南北厢房各5间，南北配殿各3间，戏台1座，财神殿1座。正殿悬木匾4块，其中“盘江昭佑”匾有“光绪御笔之宝”的玺印。宫内存石碑4通，记黑龙宫沿革及历次维修概况。明崇祯十一年（1638年）徐霞客游滇曾对黑龙宫有所记述。宫内有南北两潭，以汉白玉围栏相围。文化大革命期间，宫中泥像和潭泉围栏等多遭破坏。二十世纪七十年代末和八十年代初进行了重建和翻修，曾一度成为嵩明县白邑区中学校址。现开辟为云南丰泽园植物园，黑龙宫成为了园内的“黑龙潭寺”。
黑龙宫于1985年8月20日被嵩明县人民政府公布为县级文物保护单位，1993年1月3日被昆明市人民政府公布为市级文物保护单位，2012年与青龙宫一起被云南省人民政府公布为第七批省级文物保护单位。